# 格尔代利察列车轰炸事件
格尔代利察列车轰炸事件是指1999年4月12日，由美军发射的两枚导弹击中南斯拉夫联盟共和国格尔代利察一列正通过南摩拉瓦河铁路桥的旅客列车的事件，是科索沃战争期间北约对南斯拉夫联盟共和国之军事行动的一部分。这起事件造成至少20人死亡，一些消息甚至指称多达60人遇难。这是塞尔维亚历史上伤亡最惨重的铁路事故。事故中受损的桥梁于1999年9月重新开通。2007年4月12日是此事件发生八周年，事故地点为罹难者举行了悼念仪式，并设立纪念碑。

## 事件
轰炸在当地时间11:40发生。美军一架F-15E战机发射的两枚精确制导的AGM-130导弹准确击中了一列自贝尔格莱德开往弗拉涅的列车中心，此时该列车正在通过南摩拉瓦河铁路桥。这次空袭没有对桥梁造成损害。
根据时任欧洲盟军最高司令——韦斯利·克拉克的说法，列车当时运行的速度很快，导弹离列车太近，来不及避开。第一枚导弹在很远的距离发射，飞行员有可能看不清列车。虽然列车已中弹，飞行员为完成任务，以桥梁末端为目标发射了第二枚导弹，岂料同样命中列车。克拉克称，列车第一次中弹后继续在烟尘中行驶，进入第二枚导弹的瞄准范围，留给飞行员的反应时间可能不到一秒。北约后续公布的机载镜头证实了此一说法。

## 争议
尽管美国方面认定此次事件是误炸，但还是在南斯拉夫内部引起轩然大波。南斯拉夫联盟共和国国营媒体新南斯拉夫通讯社发表社评，谴责北约加深了塞尔维亚人民的苦难。空袭次日的发布会上，克拉克称这次事件是“自己、机务人员和所有人都倍感遗憾的不幸事件”，并承诺尽一切努力防止附带损害发生。时任美国国防部副部长约翰·哈姆雷于当年7月在对国会的报告中说：“我们并没有要破坏那辆列车或者夺取那些乘客的性命，只是想炸毁那座桥。我们对发生的一切表示遗憾。”
德国《法兰克福评论报》2000年1月报道，北约当时公布的影像资料是加速播放的，亦即轰炸当时的影像更慢一些，列车的速度没有美国声称的快，由此引发了对轰炸列车事件的新一轮争议。五角大楼和北约给出的解释是，影像是为了轰炸损害评估的方便而加速，而发布会上公布的影像没有再减速。《法兰克福评论报》根据后续调查确定影像被加速了4.7倍。

## 合法性问题
南斯拉夫政府和部分西方组织把此事件定性为“罪行”，一些人权组织则批评美军在第一枚导弹击中列车后继续袭击，发射第二枚导弹的暴行。“大赦国际”认为列车第一次中弹后，空袭就应当停止，继续袭击违反了法律上的比例原则。该组织于战后发表的声明中，称此次袭击违反了《日内瓦公约第一附加议定书》第57条的有关规定，即“如果发现目标不是军事目标或是受特殊保护的，或者发现攻击可能附带造成与预期的具体和直接军事利益相比为过分的平民生命受损失、平民受伤害、民用物体受损害、或三种情形均有，该攻击应予取消或停止”。
联合国前南斯拉夫问题国际刑事法庭于1999年5月成立专门委员会裁定北约有无开展违反国际法的军事行动。委员会在其最后的报告中，认定此次袭击是“恰当”的：
|  | 委员会认为铁路桥是合法的军事目标，而美军无意瞄准列车。发射导弹的飞行员或者炮手瞄准了铁路桥，在第一颗导弹发射后的片刻间无法意识到列车的来临。第二次瞄准桥梁时，列车已经在桥上行驶，桥梁的长度约为50米。 （中略） 委员会认为，和第一次轰炸有关的信息并不足以为深入调查提供依据。 |

尽管委员会成员在机组人员是否行为鲁莽的问题上各执一词，但整体还是建议国际刑事法庭不要调查这起事件。法律专家A·P·V·罗杰斯在其文章《什么才是合法的军事目标？》中评论称，委员会一定把第一次空袭当作了针对军事目标的适当行动，由此推断造成平民目标受损害不属不当行为，而第二次空袭是源自机组瞬间的判断失误。

## 遇难者名单

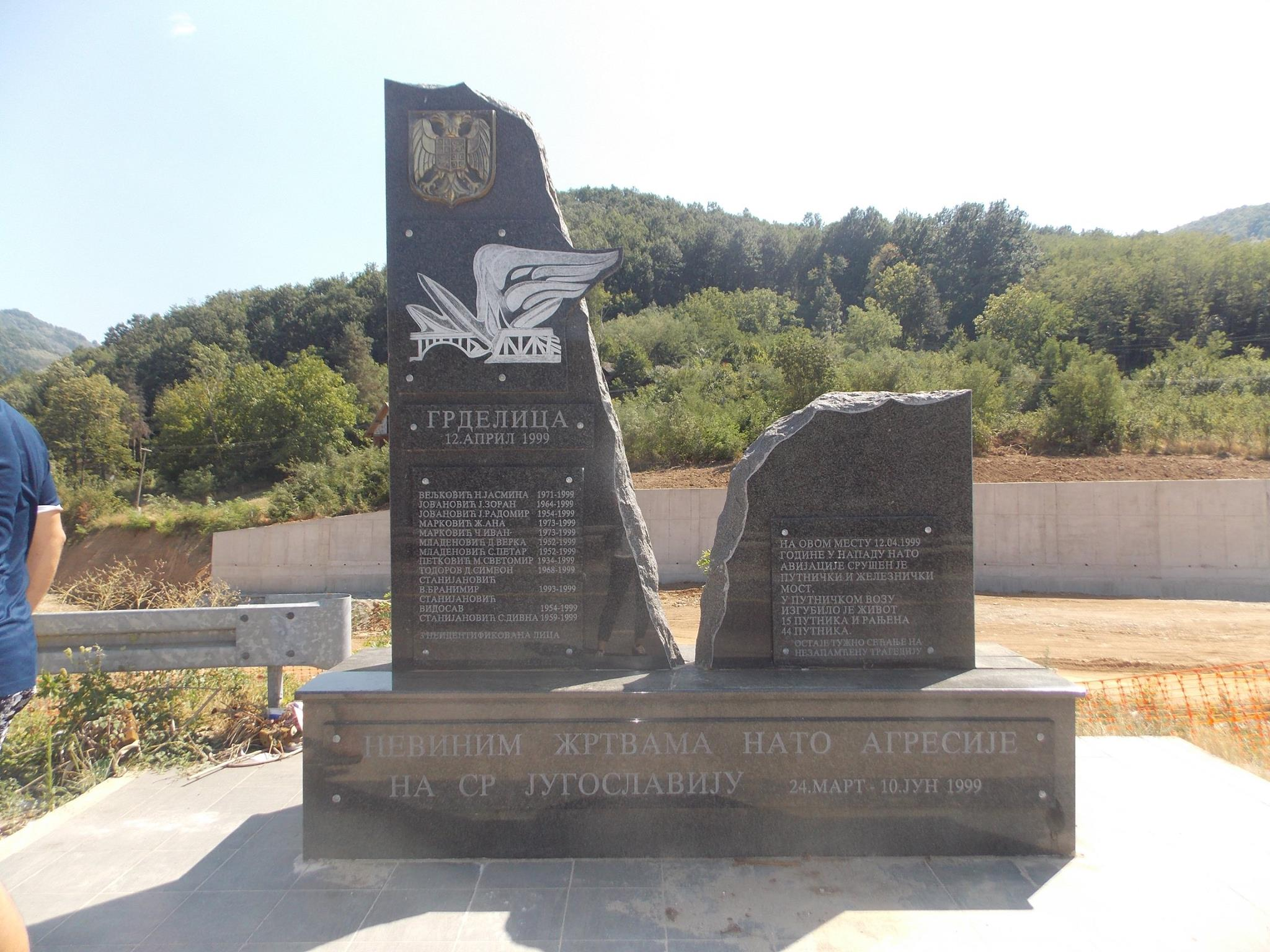
遇难者纪念碑

除以下人员外的遇难者都已无法辨认。
| 姓名                  | 年龄 | 出身                 |
| --------------------- | ---- | -------------------- |
| Zoran Jovanović       | 35   | 尼什                 |
| Petar Mladenović      | 46   | 尼什（一家）         |
| Verka Mladenović      | 47   | 尼什（一家）         |
| Ana Marković          | 25   | 莱斯科瓦茨           |
| Ivan Marković         | 26   | 莱斯科瓦茨           |
| Jasmina Veljković     | 28   | 契切瓦茨             |
| Vidosav Stanijanović  | 45   | 阿莱克西那茨（一家） |
| Divna Stanijanović    | 41   | 阿莱克西那茨（一家） |
| Branimir Stanijanović | 5    | 阿莱克西那茨（一家） |
| Simeon Todorov        | 31   | 契切瓦茨             |
| Svetomir Petković     | 64   | 阿莱克西那茨         |
| Radomir Jovanović     | 45   | 尼什                 |